# Gerda von Kries
Gerda von Kries (auch: Gerda von Kries-Roggenhausen, amtlicher Name seit der Eheschließung: Gerda Preuß, * 30. August 1901 in Freiburg im Breisgau; † 29. Februar 1972 ebenda) war eine deutsche Schriftstellerin.

## Leben
Gerda von Kries war die Tochter des Physiologen Johannes von Kries und der Else Wichgraf aus Potsdam stammend. Gerda hatte zwei Schwestern und den Bruder Hans Richard. Ihre älteste Schwester Ellen war die Ehefrau von Wilibald A. Nagel.
Sie besuchte ein Realgymnasium, an dem sie 1920 ihre Reifeprüfung ablegte. Anschließend studierte sie Evangelische Theologie und absolvierte daneben eine Ausbildung in Säuglingspflege an einer evangelischen Frauenschule. Sie arbeitete als Pfarrgehilfin in Frankfurt am Main. Später ging sie nach Ostafrika, wo sie in der Mission tätig war. Nachdem sie an einer Tropenkrankheit erkrankt war, war sie zur Rückkehr nach Deutschland gezwungen; dort wirkte sie als Mitarbeiterin der Inneren Mission. Daneben veröffentlichte sie schriftstellerische Arbeiten. 1944 heiratete sie den Witwer einer verstorbenen Cousine und sorgte für dessen
beide Kinder. Die Familie ließ sich in Westpreußen nieder, musste allerdings bereits 1944 vor der vorrückenden Roten Armee die Flucht nach Westen antreten. Nach verschiedenen Zwischenstationen bewirtschaftete Gerda von Kries mit ihrem Mann nach Kriegsende einen Bauernhof in Deiderode bei Göttingen. Nach dem Tod ihres Mannes im Jahre 1950 kehrte Gerda von Kries mit ihren Stiefkindern nach Freiburg zurück, wo in den Fünfziger- und Sechzigerjahren der größte Teil ihres schriftstellerischen Werkes entstand.
Gerda von Kries war Verfasserin von Kinderbüchern sowie Romanen und Erzählungen für Erwachsene. Sie wurde vor allem durch den
Roman Weichselwinde (spätere Ausgaben unter dem Titel Die Kronacker) bekannt, in dem sie die Geschichte einer westpreußischen Familie schildert.

## Werke
- Das verlorene Lied, Berlin-Dahlem 1929
- Mein und Dein, Elberfeld 1936
- Haselnüßle, Stuttgart 1938
- Heute schleußt er wieder auf die Tür, Bethel 1938
- Am Leben vorbei?, Lahr-Dinglingen 1939
- Die gefundene Uhr, Lahr-Dinglingen 1940
- Das kleine Fräulein Maharadscha, Lahr-Dinglingen 1940
- Pauli, der Hütejunge, Lahr-Dinglingen 1940
- Wo willst du hin?, Lahr-Dinglingen 1940
- Weichselwinde, Heilbronn 1942
- Heidemarie, Stuttgart 1947
- Liesels Mundharmonika und andere Kindergeschichten, Lahr 1947
- Tiere in Freud und Leid, Lahr 1947
- Die große Schwester, Lahr 1949
- Großmutti, warum?, Lahr-Dinglingen (Baden) 1949
- Der Onkel Neck, Lahr/Baden 1949
- Und es ward Weihnachten, Lahr-Dinglingen (Baden) 1949
- Verena Enderlin, Heilbronn 1949
- Das Dreigespann im Turteltal, Lahr-Dinglingen (Baden) 1950
- Der Tod im Stall, Gütersloh 1950
- Drei Brüder und ein Schwesterchen, Gütersloh 1951
- Die Pelzkappe, Lahr/Baden 1951
- Im Stall geboren, Möckmühl (Württ.) 1952
- Der kleine Hansemann, Lahr/Baden 1952
- Das große Heimweh der Marlies Lugaus, Basel [u. a.] 1953
- Die Kinder des Heimkehrers, Lahr-Dinglingen (Baden) 1953
- Primanerinnen, Gelnhausen 1953
- Reginchen darf nach Hause, Stuttgart 1953
- Die Tauben kommen mit, Gelnhausen 1953
- Hänsle oder Fränzle, Lahr/Baden 1954
- Ich warte auf Waldemar, Stuttgart 1955
- Das Kätzchen und der „Goldene Rabe“, Berlin-Dahlem [u. a.] 1955
- Die Hasenbeichte, Gießen 1957
- Die Hunde beißen nicht, Berlin-Dahlem 1957
- Per Anhalter, Gießen 1957
- Die Staumauer, Wuppertal 1958
- Kleewitter Vermächtnis, Heilbronn 1959
- Der Geringsten Eine und andere Erzählungen, Stuttgart-Sillenbuch 1960
- Nimm mich mit, Arthur!, Hannover 1960
- Es fuhr ein Schiff nach Nieport, Wuppertal 1962
- Kleine und große Schicksale, Stuttgart-Sillenbuch 1962
- Das letzte Register, Stuttgart-Sillenbuch 1962
- Annas seltsame Reise, Lahr-Dinglingen (Baden) 1963
- Im tiefen Tann, Stuttgart-Sillenbuch 1963
- Sandelholz und Tannenduft, Hannover 1963
- Die Flaschenpost, Lahr-Dinglingen (Baden) 1964
- Geradeaus, Steuermann!, Lahr-Dinglingen (Baden) 1966
- Die Hornissen, Lahr-Dinglingen (Baden) 1966
- Christtag auf der Hallig Hooge, Lahr-Dinglingen (Baden) 1967
- Daß niemand deine Krone nehme, Lahr-Dinglingen 1967
- Die Hilfe vor der Tür, Lahr-Dinglingen 1968

## Genealogie
- Gothaisches Genealogisches Taschenbuch der Adeligen Häuser. Alter Adel und Briefadel. 1921. 15. Jahrgang, Justus Perthes, Gotha 1920, S. 463.